# José Raúl Vera López
José Raúl Vera López (sinh ngày 21 tháng 6 năm 1945 ở Acámbaro, tiểu bang Guanajuato) là Giám mục Công giáo người México thuộc Dòng Đa Minh. Ông đã được trao Giải tưởng niệm Thorolf Rafto năm 2010 cho nỗ lực đấu tranh cho nhân quyền và sự công bằng xã hội của ông.

## Sự nghiệp
José Raúl Vera López bắt đầu học thần học ở thành phố León de los Aldamas và ở thành phố Mexico. Sau đó ông sang học ở Bologna (Ý), và tốt nghiệp môn thần học ở Giáo hoàng học viện thánh Thomas Aquino tại Roma. Ông được thụ phong linh mục ngày 29.6.1975 bởi giáo hoàng Phaolô VI. Ngày 20. 11.1987 ông được giáo hoàng Gioan Phaolô II phong chức Giám mục.
Ngày 14.8.1995 ông được bổ nhiệm làm Giám mục phó ở giáo phận San Cristóbal de las Casas. Cùng với Giám mục Samuel Ruiz Garcia, ông là một người nổi tiếng đấu tranh cho các quyền của dân bản xứ. Ông đã dấn thân làm việc cho các nông dân nghèo và các dân bản xứ.
Ông cũng đứng ra làm người trung gian hòa giải trong cuộc xung đột giữa Đội quân Zapatista giải phóng quốc gia (Ejército Zapatista de Liberación Nacional) và chính phủ, cùng giúp 2 phe duy trì cuộc đình chiến. Các việc làm nói trên không được giáo hội và nhà cầm quyền Mexico ưa, và ông đã không được bổ nhiệm cai quản giáo phận.
Tới cuối năm 1999 ông mới được bổ nhiệm làm Giám mục giáo phận Saltillo ở bắc Mexico. Trong vùng này có nhiều vụ vi phạm nhân quyền, nên ông tiếp tục đấu tranh và lập ra một Trung tâm Nhân quyền để trợ giúp các nhóm người di trú, phụ nữ và dân bản xứ. Ông cũng phản đối thành kiến đối với những người đồng tính luyến ái.
Năm 2002 ông thiết lập Trung tâm "Belén – Posada del Migrante" («Belén – nhà trọ cho các người di trú»), tiếp đón các người di trú và các người bị trục xuất là các nhóm người đông đảo ở khu vực tiếp giáp biên giới Hoa Kỳ. Trong vòng 8 năm, trung tâm này đã tiếp đón khoảng 40 000 người di trú từ khắp châu Mỹ Latin, và theo tổ chức Ân xá Quốc tế thì trung tâm này đã trở thành điểm tựa để tranh đấu cho quyền của dân di trú trong khu vực.

## Giải thưởng
- 2010 Giải tưởng niệm Thorolf Rafto

Khi trao cho ông Giải tưởng niệm Thorolf Rafto năm 2010, Quỹ Rafto đã nêu ra lý do như sau:
Với nguy hiểm cho an ninh của chính bản thân, Giám mục José Raúl Vera López đã lớn tiếng tố cáo các vi phạm nhân quyền, lạm dụng quyền lực, tham nhũng và bất công. Việc làm của ông chứng tỏ thiện chí lớn trong hành động cụ thể để cải thiện điều kiện sống cho các người nghèo, người không được bảo vệ, người bị áp bức ở Mexico